# Warasch
Warasch (ukrainisch und russisch Вараш) ist eine Stadt in der westukrainischen Oblast Riwne mit etwa 39.700 Einwohnern (2024).

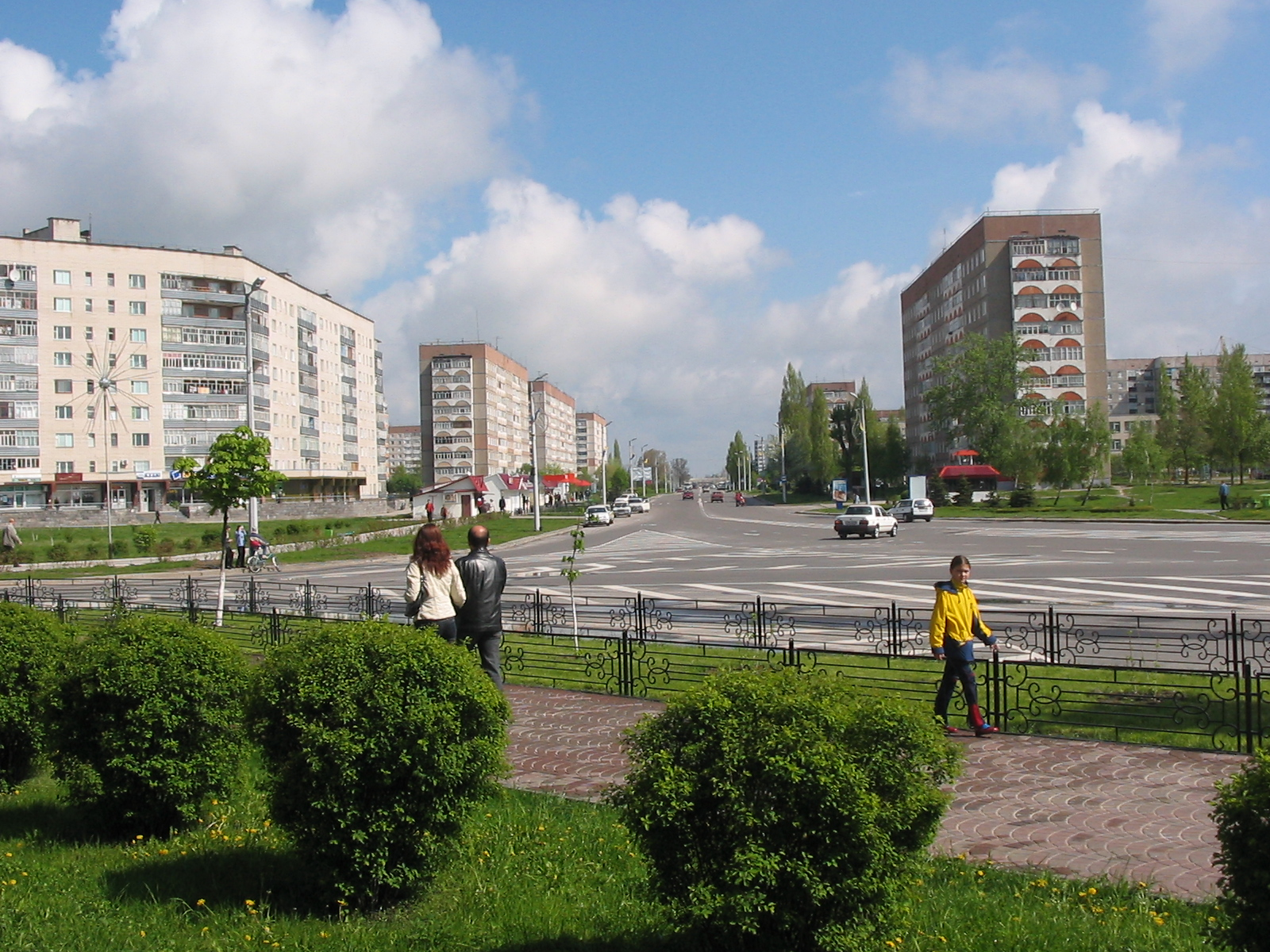
Stadtzentrum von Warasch

Warasch wird mehrheitlich von ethnischen Ukrainern bewohnt (90,6 %). Die größte Minderheit stellt die russische Bevölkerung mit 7,6 % (2001).
Das Wappen der Stadt zeigt drei Kühltürme eines Atomkraftwerks.

## Geographie
Die Stadt liegt der historischen Landschaft Wolhynien im Nordwesten der Oblast Riwne an der Grenze zur Oblast Wolyn in den südlichen Ausläufern der Pripjetsümpfe am rechten Ufer des Flusses Styr.
Warasch wurde bis Juli 2020 östlich vom Rajon Wolodymyrez umschlossen, war aber kein Teil desselben. Die Stadt ist über die Territorialstraße T–18–08 an das ukrainische Straßennetz angeschlossen und besitzt eine Bahnstation an der Bahnstrecke Kowel–Kiew.

## Geschichte
Die Gründung des Ortes erfolgte im Jahr 1973, als in unmittelbarer Nachbarschaft mit dem Bau des Kernkraftwerk Riwne begonnen wurde. Vorher hatte an der Stelle seit 1776 das Dorf Warasch gestanden. Dieses wurde 1776 gegründet und am 200. Jahrestag durch Kusnezowsk ersetzt. Heute existiert die alte Siedlung Warasch nicht mehr, der Name wurde jedoch 2016 wieder als Ortsname gewählt.
1977 erhielt die rasch wachsende Siedlung einen neuen Namen, sie wurde nach dem Aufklärer Nikolai Iwanowitsch Kusnezow in Kusnezowsk (ukrainisch Кузнецовськ; russisch Кузнецовск) benannt. Die Bevölkerung wuchs in den folgenden Jahrzehnten schnell an (siehe → Bevölkerungsentwicklung) und gehört zu den wenigen ukrainischen Städten, die auch in den 1990er Jahren ein starkes Wachstum verzeichnen konnten. Dadurch, dass sie erst ab den 1970er Jahren erbaut wurde, ist sie ein interessantes städtebauliches Beispiel für spätsozialistische Architektur. 1984 erhielt sie den Status einer Stadt, am 19. Mai 2016 wurde der Ort im Zuge der Dekommunisierung der Ukraine auf seinen alten Namen Warasch zurückbenannt.

## Verwaltungsgliederung
Am 26. Oktober 2018 wurde die Stadt zum Zentrum der neugegründeten Stadtgemeinde Warasch (Вараська міська громада Waraska miska hromada). Zu dieser zählte auch noch das Dorf Sabolottja (Заболоття), bis dahin bildete die Stadt die gleichnamige Stadtratsgemeinde Warasch (Вараська міська рада/Waraska miska rada) am südwestlichen Rand des Rajons Wolodymyrez.
Am 12. Juni 2020 kam noch weitere 16 Dörfer aus dem Rajon Wolodymyrez zum Gemeindegebiet.
Am 17. Juli 2020 wurde der Ort ein Teil des neugegründeten Rajons Warasch.
Folgende Orte sind neben dem Hauptort Warasch Teil der Gemeinde:
| Name                     | Name            | Name                                 | Name                                      | Name |
| ukrainisch transkribiert | ukrainisch      | russisch                             | polnisch                                  |      |
| ------------------------ | --------------- | ------------------------------------ | ----------------------------------------- | ---- |
| Babka                    | Бабка           | Бабка                                | Babka                                     |      |
| Beresyna                 | Березина        | Березина (Beresina)                  | Hołuzyjska Wólka                          |      |
| Bilska Wolja             | Більська Воля   | Бельская Воля (Belskaja Wolja)       | Bielska Wola                              |      |
| Dibrowa                  | Діброва         | Диброва                              | -                                         |      |
| Horodok                  | Городок         | Городок (Gorodok)                    | Zamłynie                                  |      |
| Kruhle                   | Кругле          | Круглое (Krugloje)                   | -                                         |      |
| Krymne                   | Кримне          | Крымно (Krymno)                      | Krymno                                    |      |
| Multschyzi               | Мульчиці        | Мульчицы (Multschizy)                | Mulczyce                                  |      |
| Oserzi                   | Озерці          | Озерцы (Oserzy)                      | Jezierce                                  |      |
| Rudka                    | Рудка           | Рудка                                | Bielskowolska Rudka, Rudka Bielsko-Wolska |      |
| Sabolottja               | Заболоття       | Заболотье (Sabolotje)                | Zabłocie                                  |      |
| Schtschokiw              | Щоків           | Щеков (Schtschekow)                  | Szczokiw                                  |      |
| Schurawlyne              | Журавлине       | Журавлиное (Schurawlinoje)           | Podżabie                                  |      |
| Sobischtschyzi           | Собіщиці        | Собещицы (Sobeschtschizy)            | Sobieszczyce                              |      |
| Sopatschiw               | Сопачів         | Сопачов (Sopatschow)                 | Sopaczów                                  |      |
| Stara Rafaliwka          | Стара Рафалівка | Старая Рафаловка (Staraja Rafalowka) | Rafałówka                                 |      |
| Uritschtschja            | Уріччя          | Уречье (Uretschje)                   | Owrycze                                   |      |

## Bevölkerungsentwicklung
Quelle:

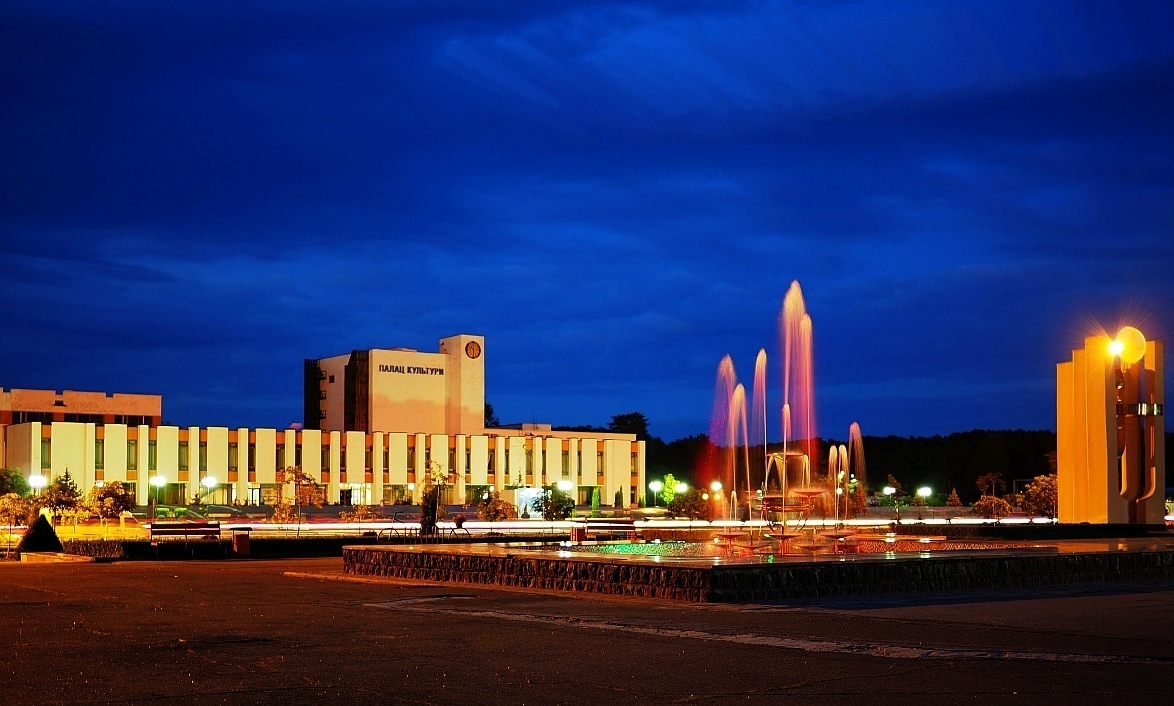
Abend in der Stadt
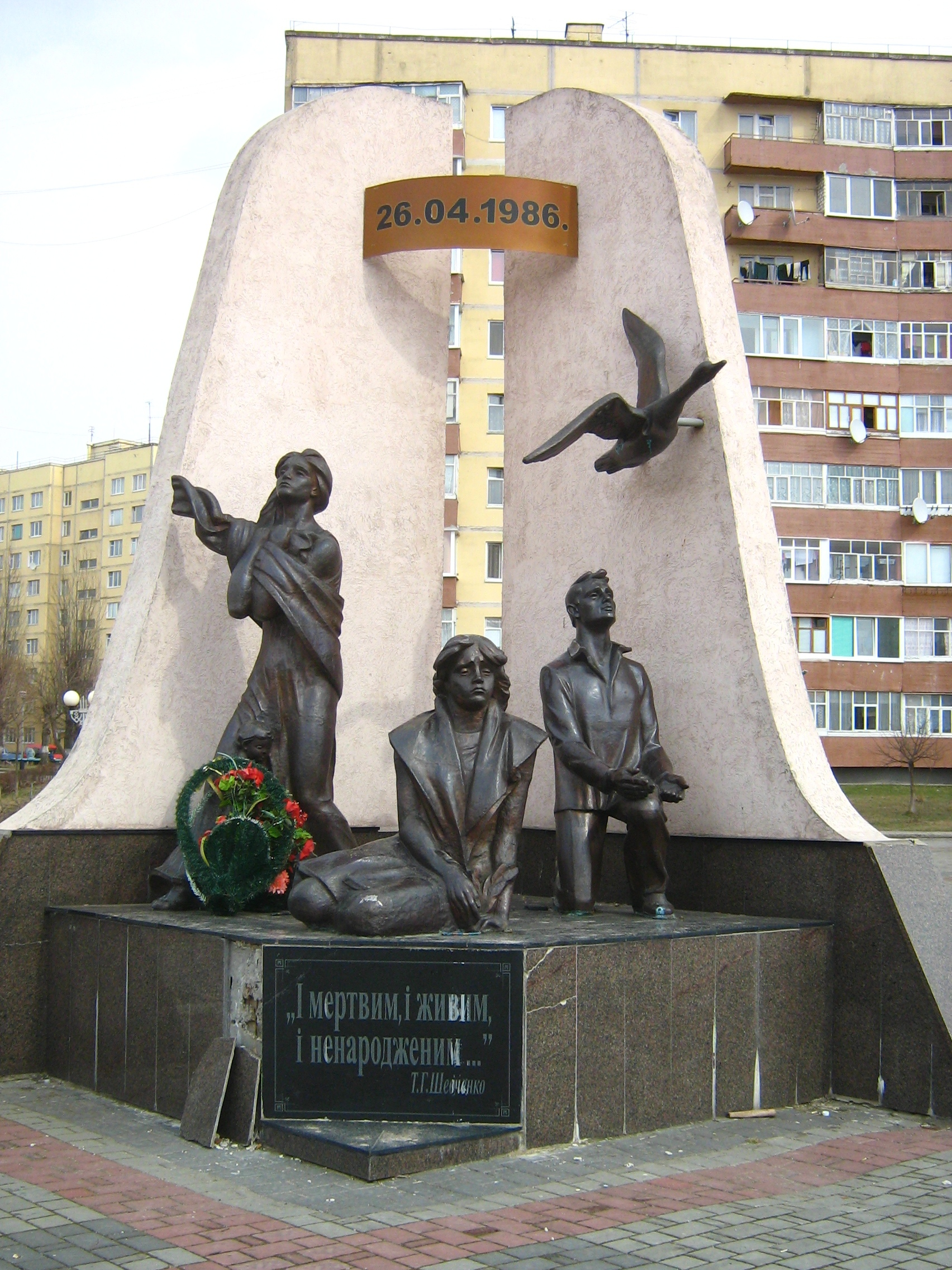
Denkmal für die Opfer der Tschernobyl-Katastrophe
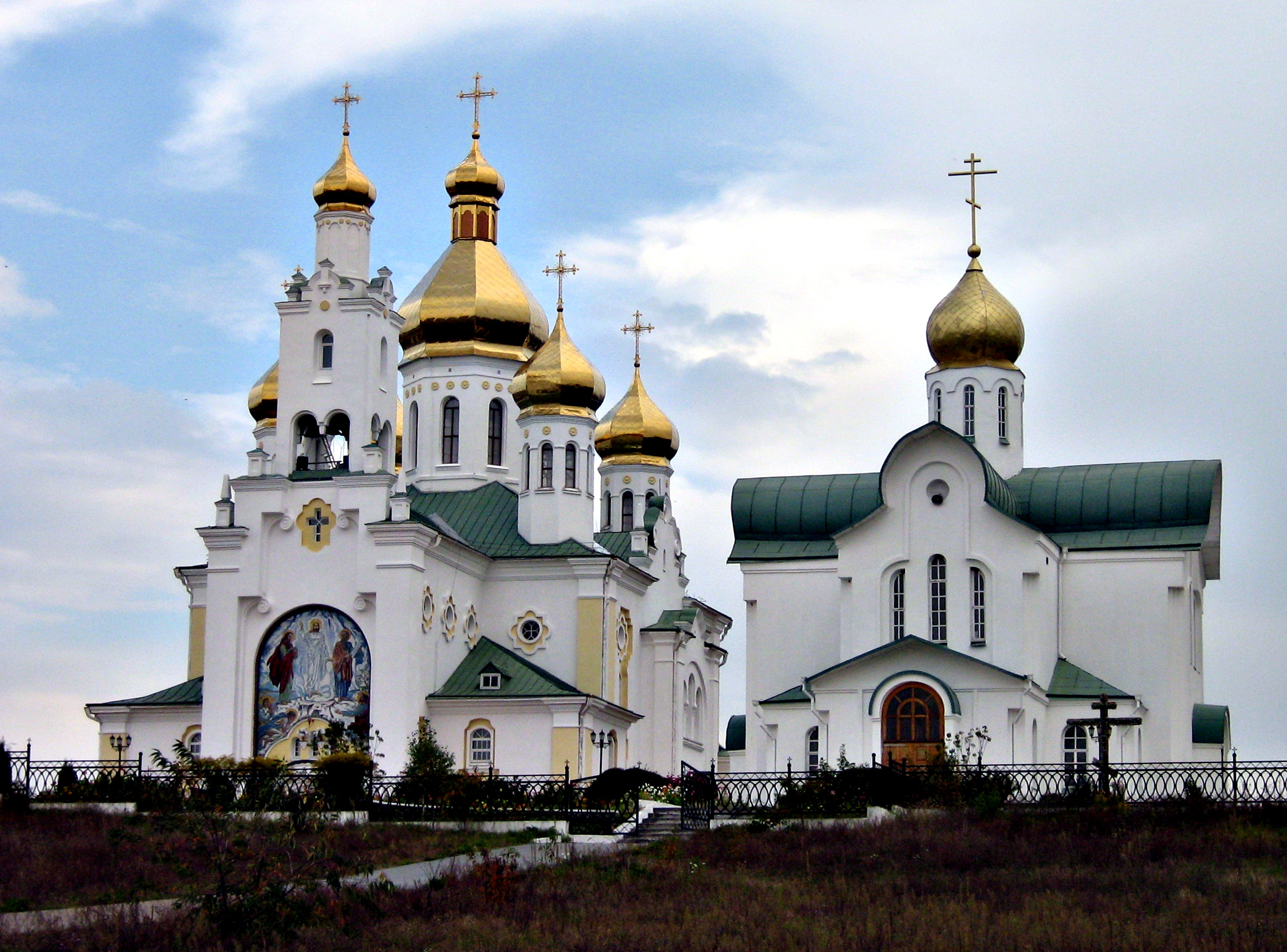
Verklärungskathedrale
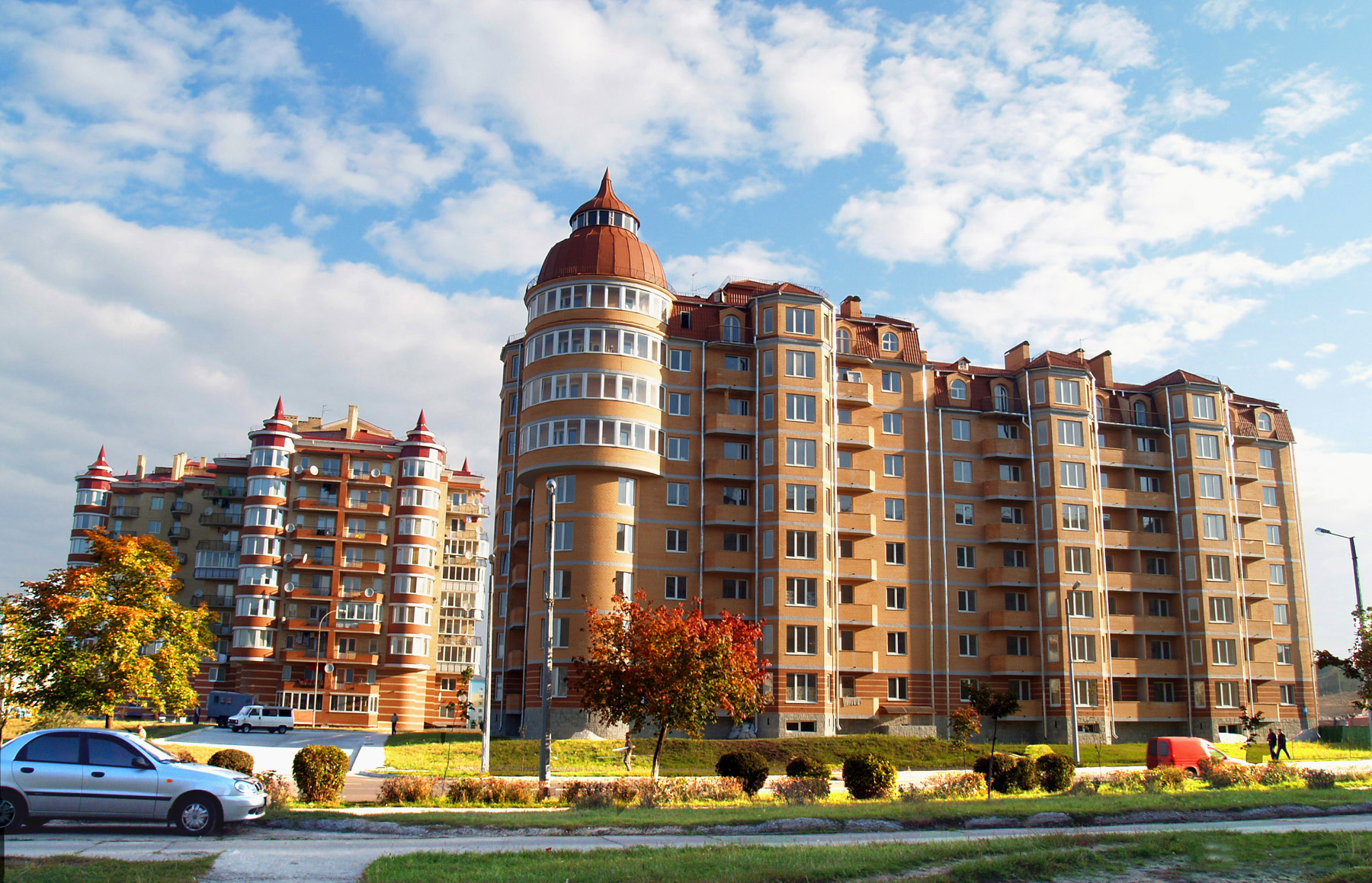
Moderne Wohnhäuser im Ort
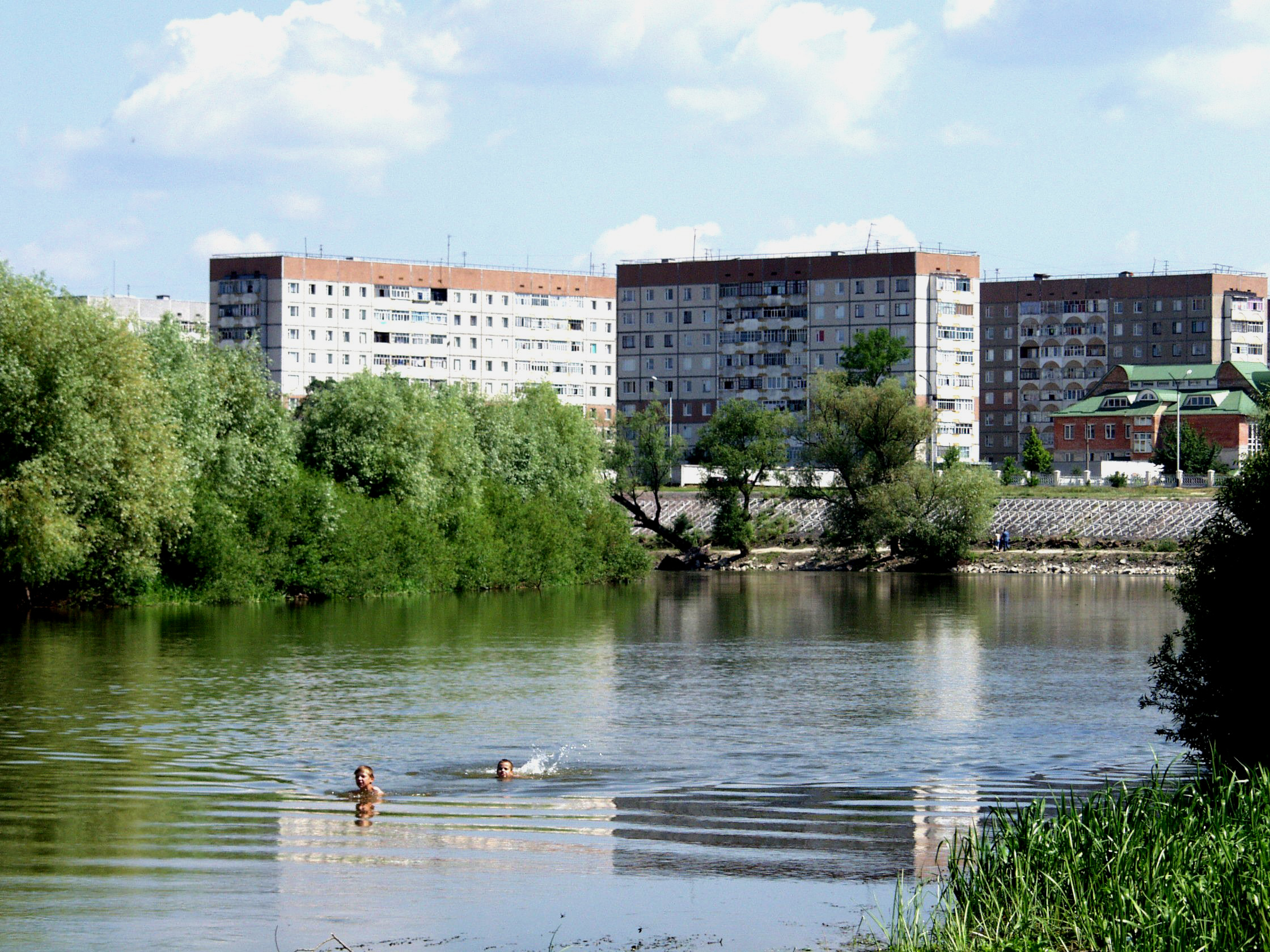
Styr in Warasch

## Söhne und Töchter der Stadt
- Anatoliy Mushyk (* 1981), israelischer Gewichtheber
- Mykyta Balabanow (* 1989), Bergsteiger